# Wiktoria Sobiech
Wiktoria Sobiech (ur. 1 stycznia 2002) – polska koszykarka, występująca na pozycji rozgrywającej, obecnie zawodniczka Polskich Przetworów Basketu–25 Bydgoszcz.

## Osiągnięcia
Stan na 3 kwietnia 2023, na podstawie, o ile nie zaznaczono inaczej.

### Drużynowe
- Wicemistrzyni Polski (2020)[2]
- Brązowa medalistka mistrzostw Polski (2021)[3]
- Finalistka Superpucharu Polski (2020)[4]
- Uczestniczka międzynarodowych rozgrywek Eurocup (2019/2020, od 2021)

### Indywidualne
- Liderka strzelczyń mistrzostw Polski juniorek (2020)[5]

### Reprezentacja
- Uczestniczka mistrzostw Europy U–20 (2022 – 7. miejsce)